# Saison 2003 de la Ligue canadienne de football
Navigation
2002 2004
2003 est la 46e saison de la Ligue canadienne de football et la 120e saison depuis la fondation de la Canadian Rugby Football Union en 1884.

## Événements
Le 29 juillet, la LCF prend le contrôle administratif des Argonauts de Toronto et nomme Paul Robson comme administrateur intérimaire du club. Le 15 août, elle fait de même avec les Tiger-Cats de Hamilton et nomme Alan Ford comme administrateur intérimaire. Les Tiger-Cats sont par la suite vendus à Bob Young le 7 octobre, puis les Argonauts sont acquis par Howard Sokolowski et David Cynamon le 5 novembre.
Un nouveau contrat de télédiffusion de 5 ans est signé avec TSN et CBC
Une défaite en prolongation ne rapporte plus de point au classement.

## Classements
| Clt   | Équipe                 | PJ | V  | D  | N | BP  | BC  | Pts |
| ----- | ---------------------- | -- | -- | -- | - | --- | --- | --- |
| +001, | Alouettes de Montréal  | 18 | 13 | 5  | 0 | 562 | 409 | 26  |
| +002, | Argonauts de Toronto   | 18 | 9  | 9  | 0 | 473 | 433 | 18  |
| +003, | Renegades d'Ottawa     | 18 | 7  | 11 | 0 | 467 | 581 | 14  |
| +004, | Tiger-Cats de Hamilton | 18 | 1  | 17 | 0 | 293 | 583 | 2   |

| Clt   | Équipe                           | PJ | V  | D  | N | BP  | BC  | Pts |
| ----- | -------------------------------- | -- | -- | -- | - | --- | --- | --- |
| +001, | Eskimos d'Edmonton               | 18 | 13 | 5  | 0 | 569 | 414 | 26  |
| +002, | Blue Bombers de Winnipeg         | 18 | 11 | 7  | 0 | 514 | 485 | 22  |
| +003, | Roughriders de la Saskatchewan   | 18 | 11 | 7  | 0 | 535 | 430 | 22  |
| +004, | Lions de la Colombie-Britannique | 18 | 11 | 7  | 0 | 531 | 430 | 22  |
| +005, | Stampeders de Calgary            | 18 | 5  | 13 | 0 | 323 | 502 | 10  |

## Séries éliminatoires

### Demi-finale de la division Ouest
- 2 novembre : Roughriders de la Saskatchewan 37 - Blue Bombers de Winnipeg 21

### Finale de la division Ouest
- 9 novembre : Roughriders de la Saskatchewan 23 - Eskimos d'Edmonton 30

### Demi-finale de la division Est
- 2 novembre : Lions de la Colombie-Britannique 7 - Argonauts de Toronto 28

### Finale de la division Est
- 9 novembre : Argonauts de Toronto 26 - Alouettes de Montréal 30

### 91ecoupe Grey
- 16 novembre : Les Eskimos d'Edmonton gagnent 34-22 contre les Alouettes de Montréal au Taylor Field à Regina (Saskatchewan).

## Honneurs individuels
- Joueur par excellence : Anthony Calvillo (QA), Alouettes de Montréal
- Joueur défensif par excellence : Joe Fleming (en) (AD), Stampeders de Calgary
- Joueur de ligne offensive par excellence : Andrew Greene (en) (LO), Roughriders de la Saskatchewan
- Joueur canadien par excellence : Ben Cahoon (DI), Alouettes de Montréal
- Recrue par excellence : Frank Cutolo (en) (RÉ), Lions de la Colombie-Britannique
- Joueur des unités spéciales par excellence :  Bashir Levingston (en) (SRB), Argonauts de Toronto